# 陳鈍 (正統己未進士)
陳鈍（1410年—1449年），字鲁若，福建福州府侯官县人，明朝政治人物，同進士出身。

## 生平
正統三年（1438年）舉戊午科福建鄉試。正統四年（1439年），聯捷己未科進士，授户部主事。随明英宗征讨瓦剌，土木堡之变中阵亡。